# Степок (Белоцерковский район)
Степок (укр. Степок) — село, входит в Белоцерковский район Киевской области Украины.
Население по переписи 2001 года составляло 46 человек.

## Местный совет
09144, Киевская обл., Белоцерковский р-н, с. Розалиевка, ул. Кирова, 71а